# Pseudomma heardi
Pseudomma heardi är en kräftdjursart som beskrevs av K. C. Stuck 1981. Pseudomma heardi ingår i släktet Pseudomma och familjen Mysidae. Inga underarter finns listade i Catalogue of Life.